# 殷栗駅
殷栗駅（ウンリュルえき、朝鮮語: 은률역）は、朝鮮民主主義人民共和国の黄海南道殷栗郡の駅で、殷栗線に属する。 

## 隣の駅
殷栗線
雲城駅 - 殷栗駅 - 金山浦駅